# Měsíční brána

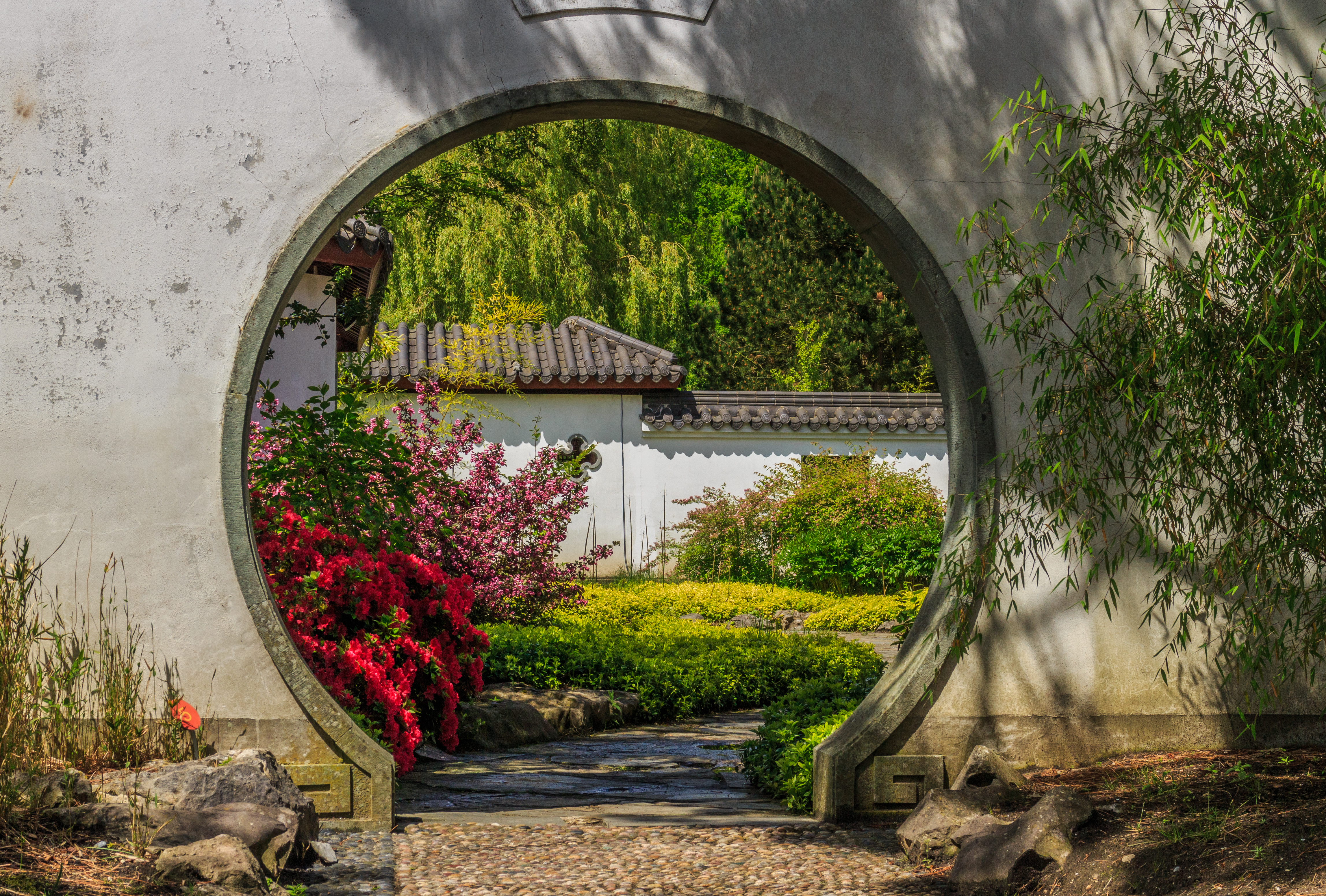
Měsíční brána čínské zahrady v Harenu koncipované podle sučouských zahrad, od nichž získala název „tajemná říše Ming“

Měsíční brána (čínsky pchin-jinem yuèliàngmén, znaky zjednodušené 月亮门, tradiční 月亮門) je kruhový otvor ve zdi zahrady oddělující vnější a vnitřní prostor, s funkcí průchodu pro pěší.

## Charakteristika
Měsíční brána je tradiční architektonický prvek čínských zahrad s mnoha duchovními významy pro každou část brány i pro její tvar. Podle jedné z interpretací brána jako celek reprezentovala soudržnost rodiny. Podle jiné, tím že vystupovala nad terén, představovala zrození a obnovu. Další vysvětlení ji přirovnalo k měsíci, který je spojnicí k jiným planetám a do jiných světů.
Jejím účelem bylo vytvářet vřelý a přátelský vstupní prostor do čínských zahrad osob z výše  společensky postavených vrstev. Původně se tento prvek nacházel pouze v zahradách příslušníků bohaté čínské šlechty. 
Na sklonku 19. století se objevila také v bermudské architektuře, a to přibližně v době, kdy dané britské zámořské teritorium začalo dovážet cibulky lilie velkokvěté (Lilium longiflorum) pro kultivaci z Japonska. Bermudská měsíční brána bývá mírně odlišná od čínské, když představuje  pouze dekorativní prvek. Spíše je zasazena do volného prostoru bez navazujícího zdiva, nebo ji lemuje pouze nízká zídka. Při sňatcích ji pro štěstí společně prostupují novomanželé. První plán brány podle čínského vzoru přivezl na Bermudy námořní kapitán v roce 1860.

## Galerie bran

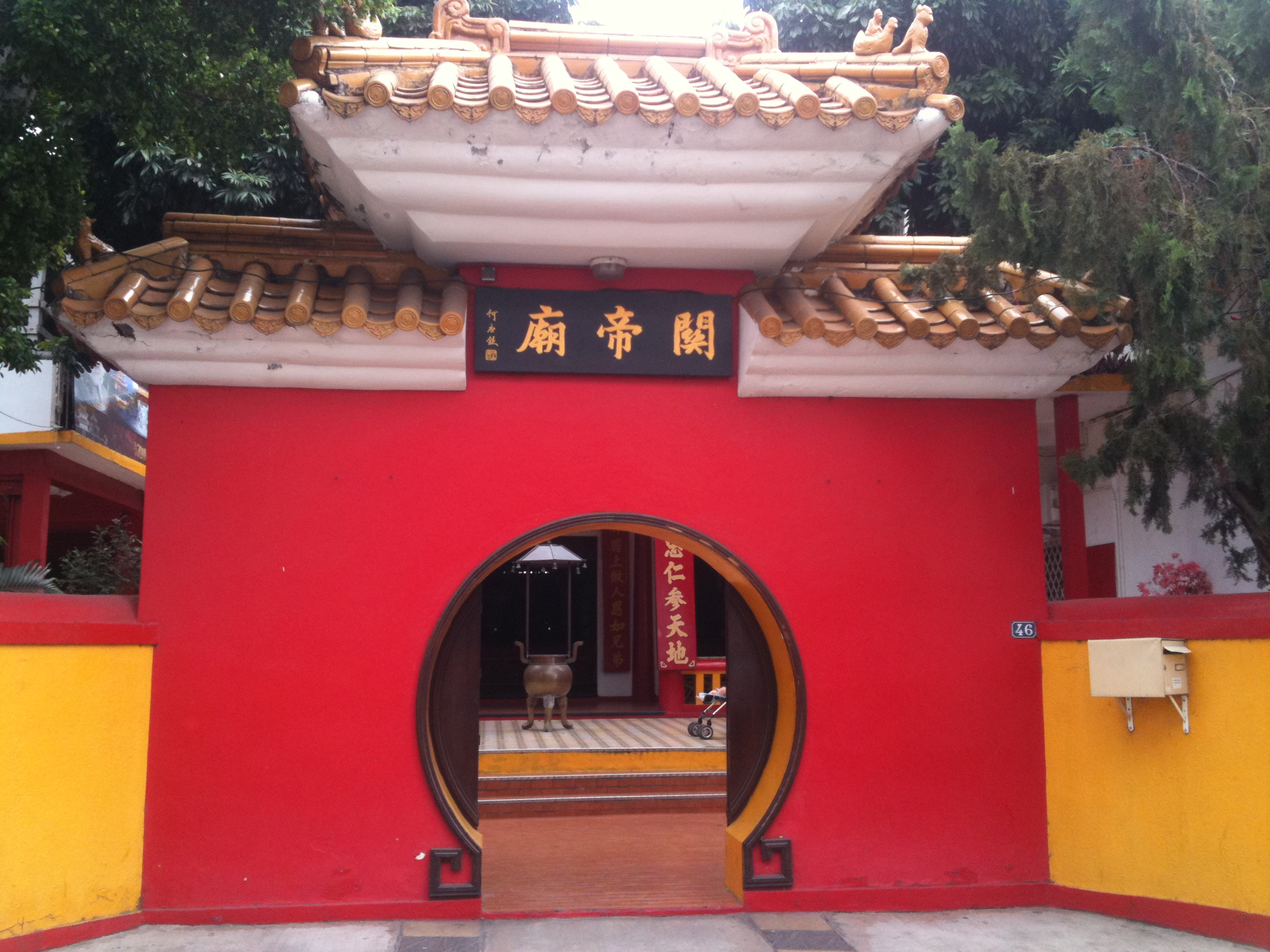
vstup do čínské svatyně, Saint-Pierre, Réunion
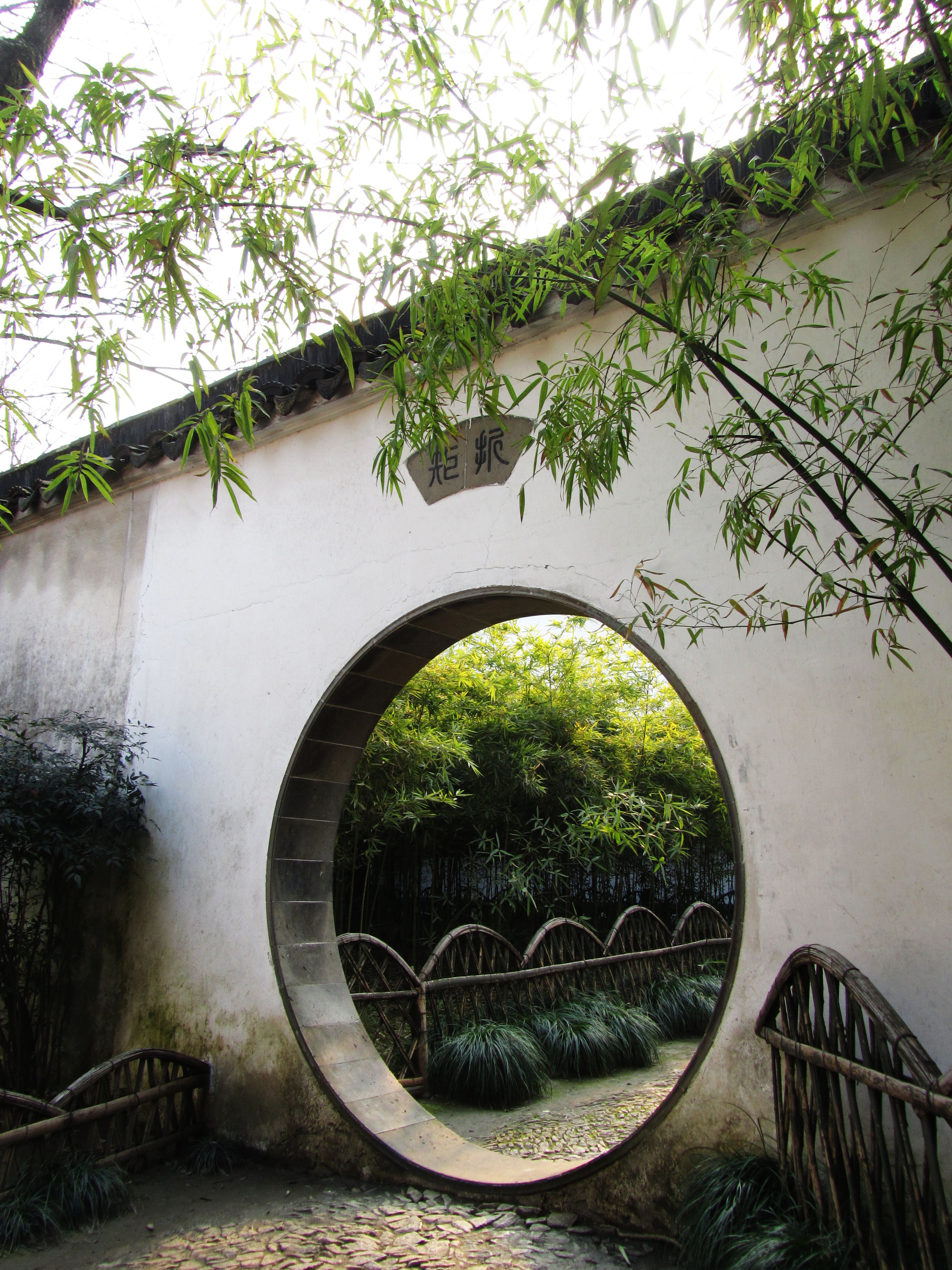
Su-čou
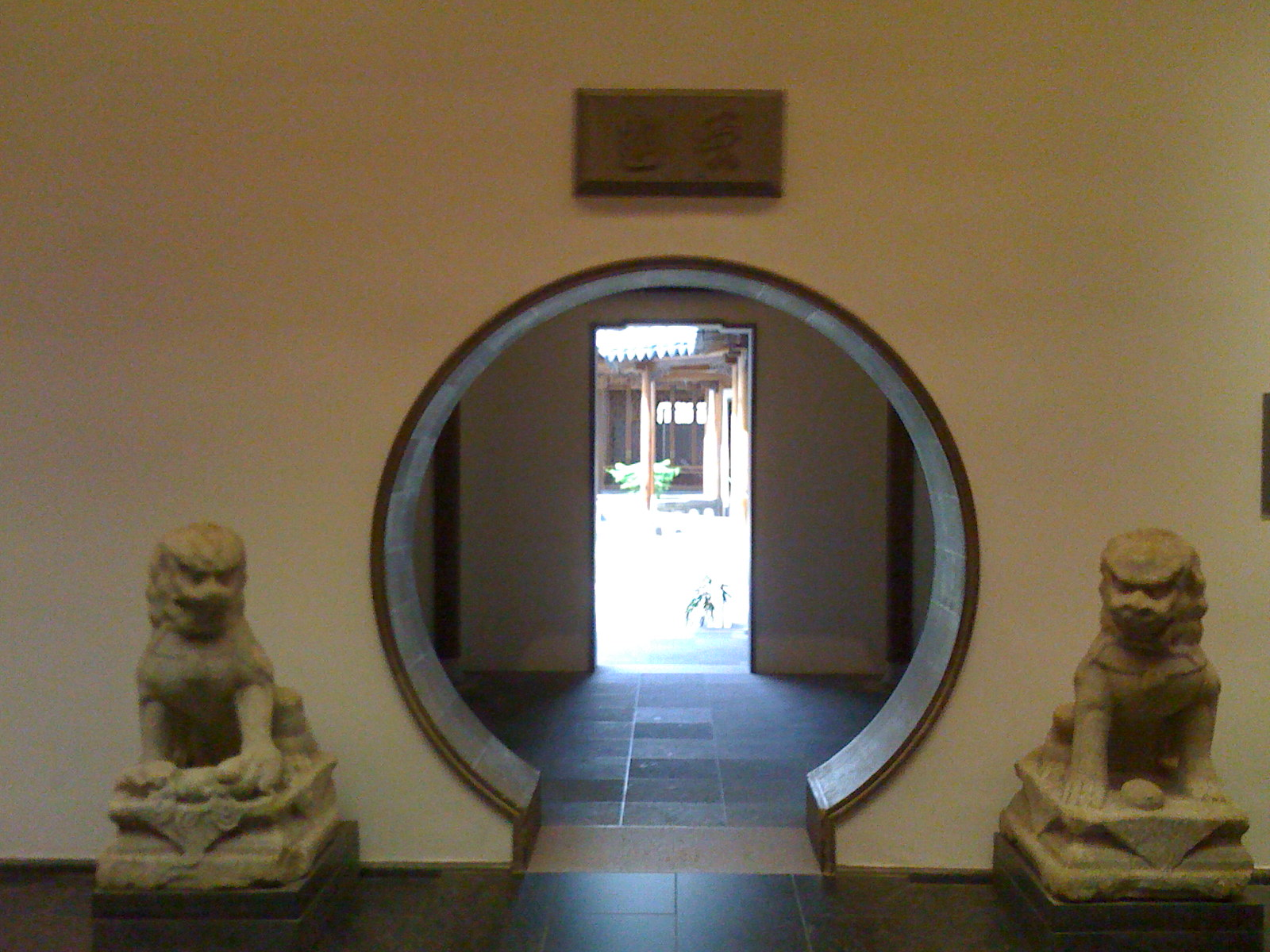
Metropolitní muzeum umění, New York
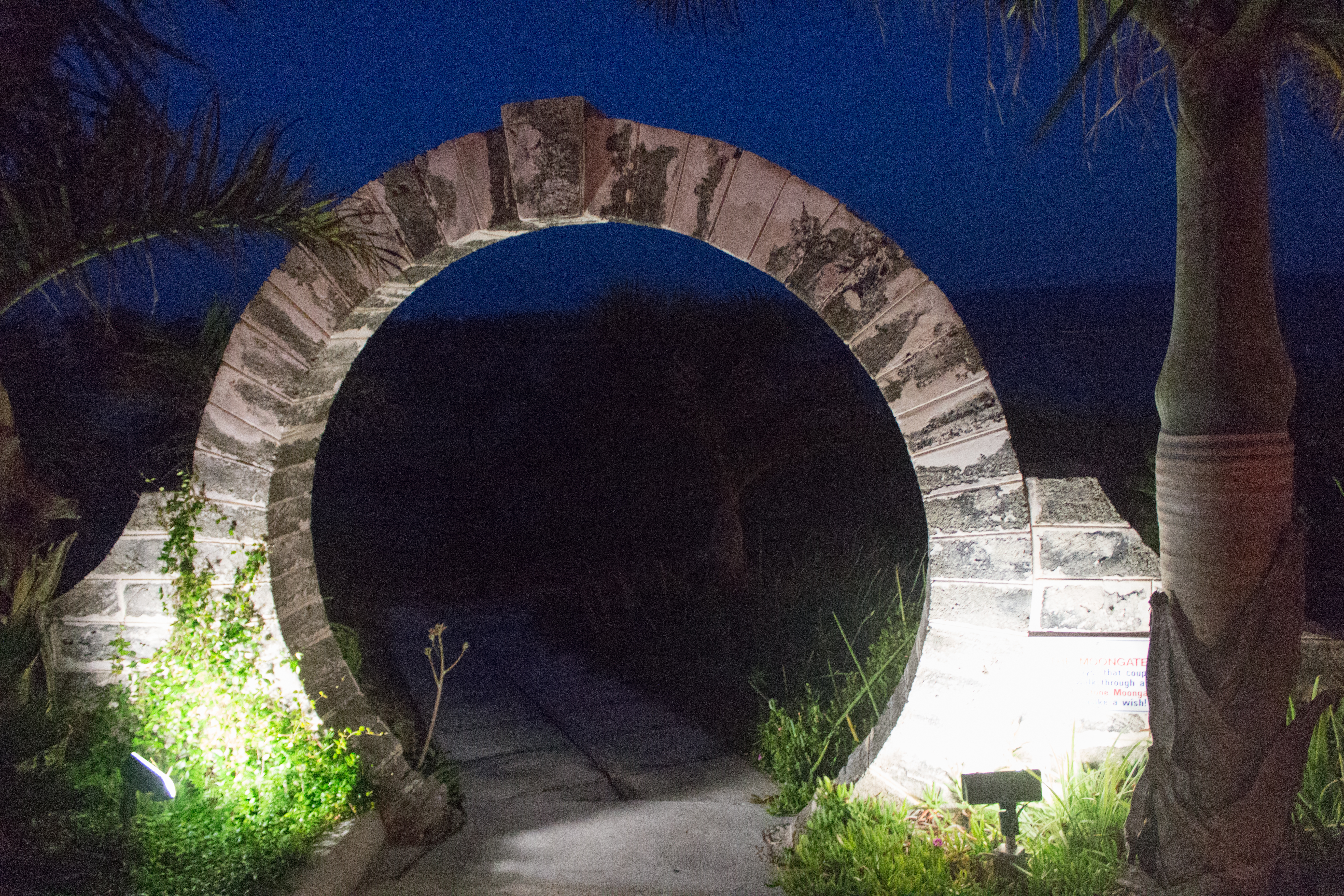
Reefs hotel, Bermudy
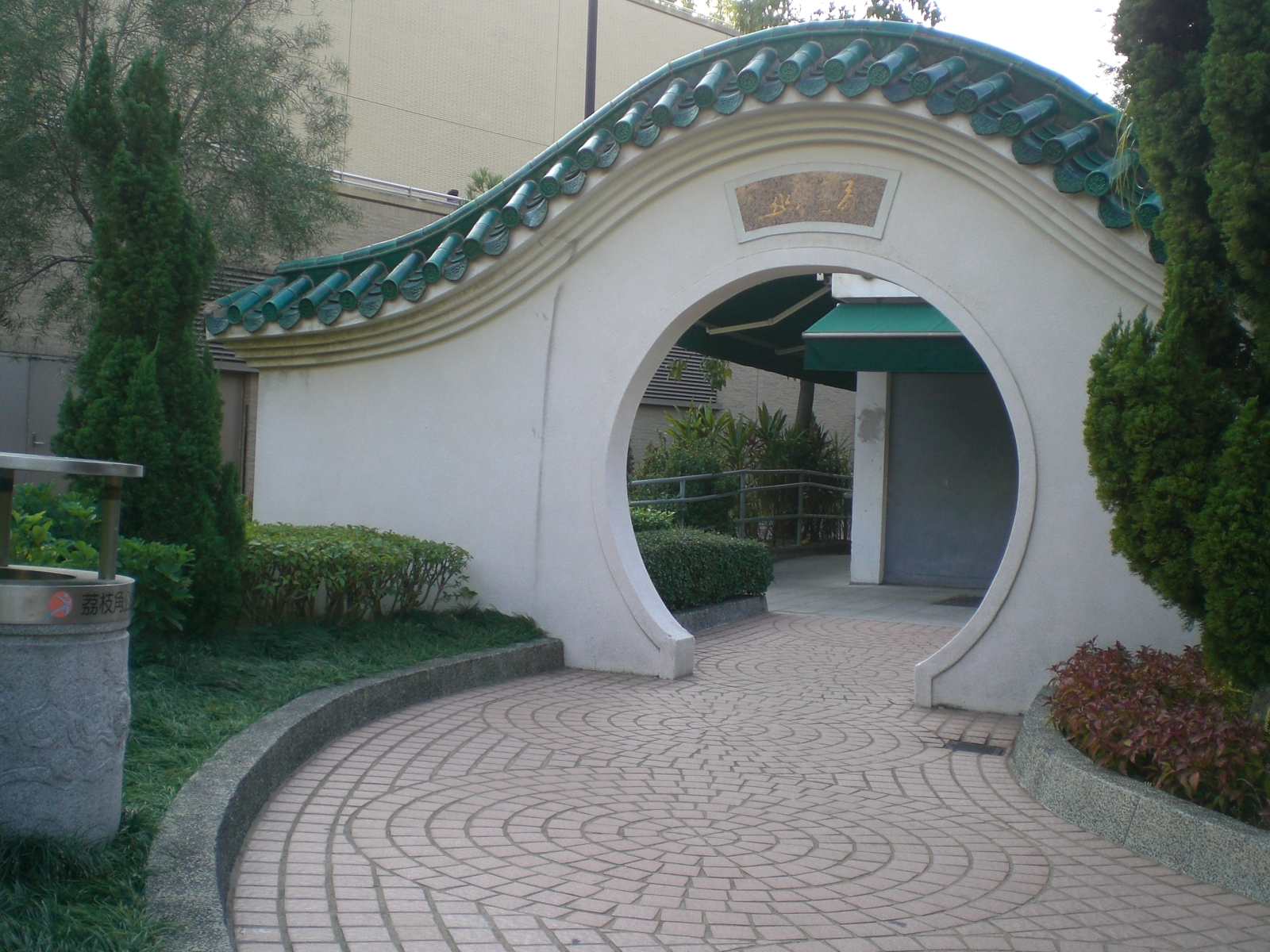
Hongkong
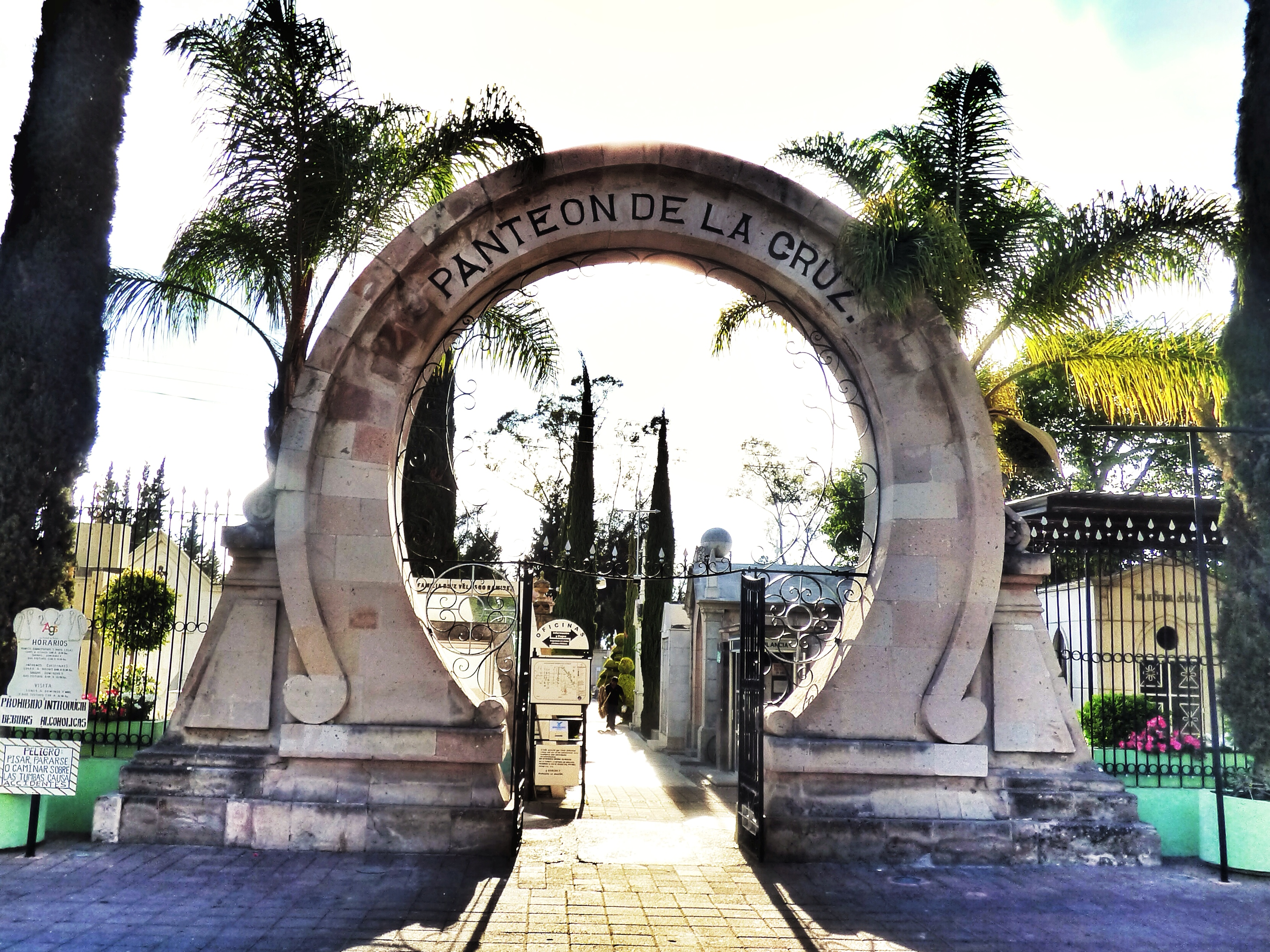
Aguascalientes, Mexiko
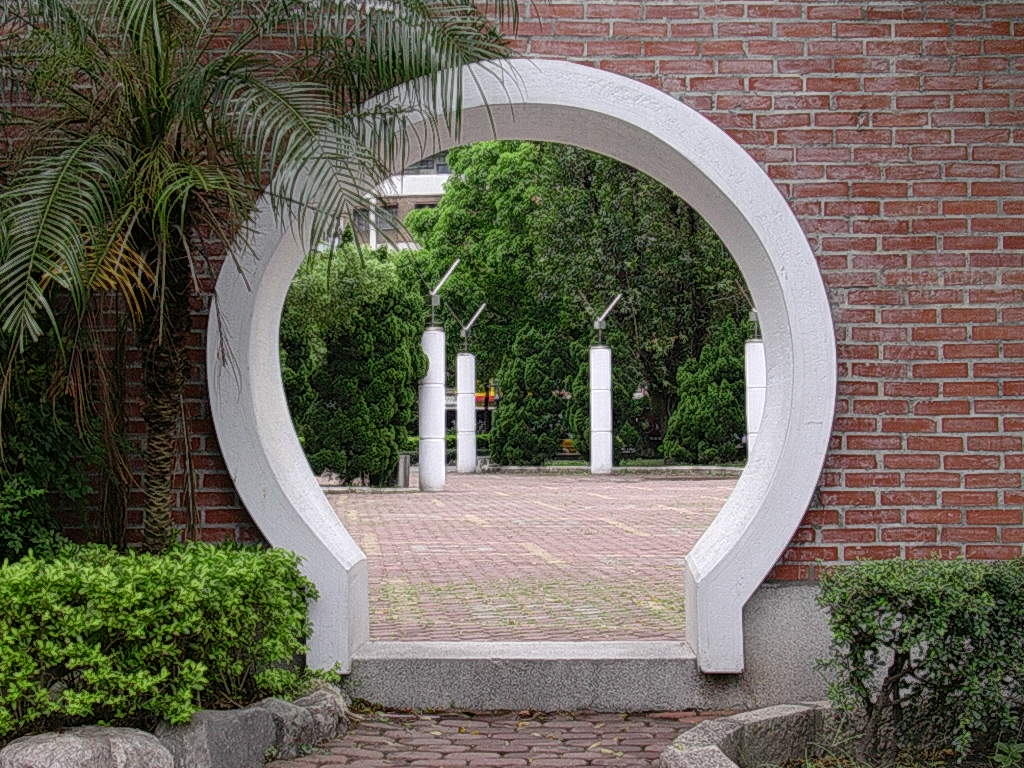
Tchaj-wan
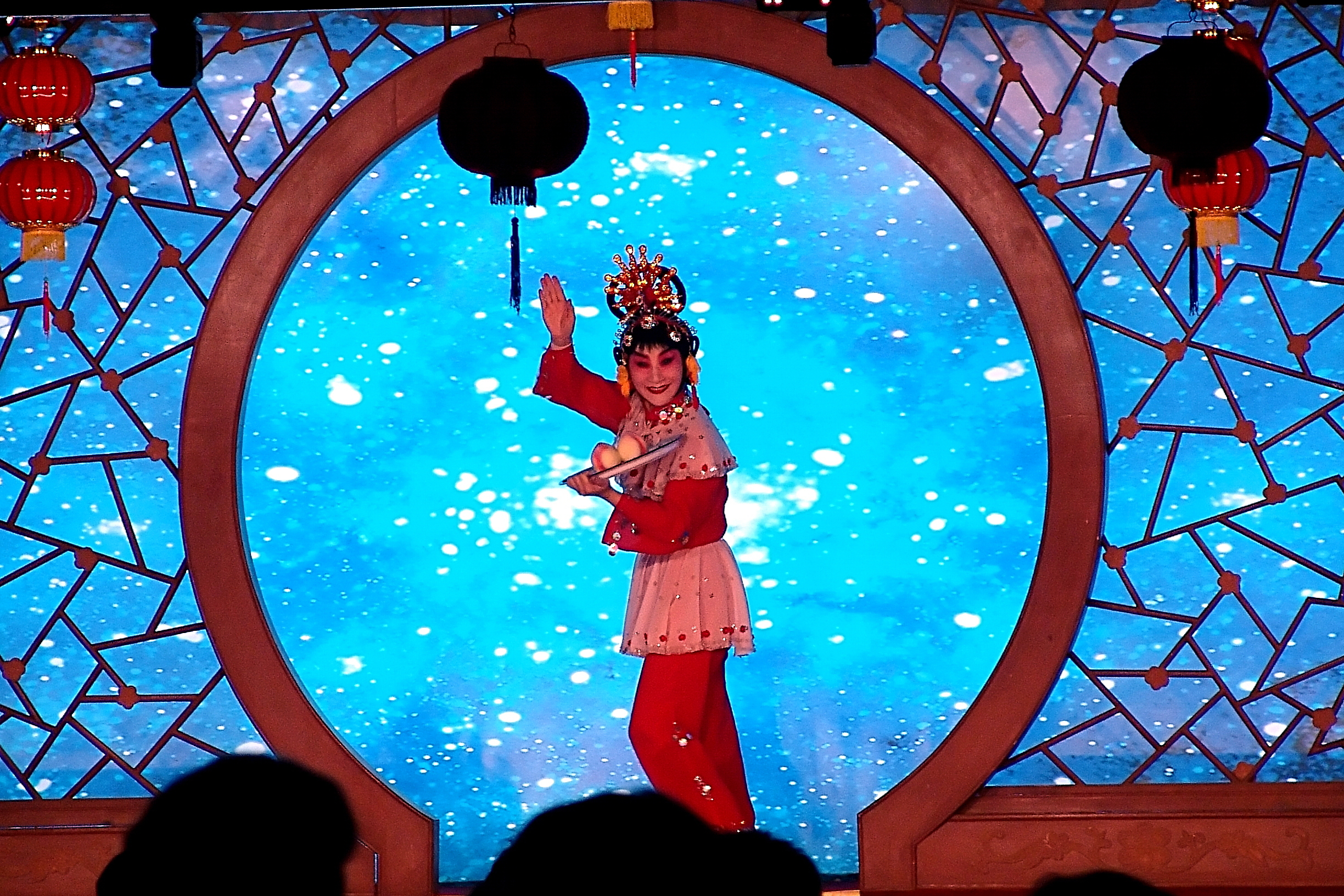
brána v představení pekingské opery